# Lex municipalis Troesmensium
Die lex municipalis Troesmensium (verkürzt: lex Troesmensium) ist ein römisches Stadtgesetz (Munizipialgesetz) der Kaiserzeit. Es galt in Moesia inferior, einer römischen Provinz auf der Balkanhalbinsel. Der Erlass des Gesetzes kann nicht exakt datiert werden, er muss im Zeitraum zwischen 177 und 180 n. Chr. erfolgt sein. Das Gesetz fällt in die gemeinsame Herrschaftszeit des Kaisers Mark Aurel mit seinem Sohn Commodus, da beide als amtierende Augusti benannt sind.
Der Epigraphiker Werner Eck veröffentlichte 2016 zwei Bronzetafeln mit Fragmenten der lex. Die beiden Tafeln (A und B) sind vollständig und weisen mehrere Paragraphen auf. Die Maße der Tafeln: Tafel A: 67 cm Höhe, 54 cm Breite und Tafel B: 59 cm Höhe, 50 cm Breite. 
Die Tafel A kennzeichnet viele Parallelen zur südhispanischen lex Irnitana aus Baetica. Die Ausführungen sind allerdings detaillierter. Allein die Abschnitte zu den Spitzengesandten (legati) nehmen viel des Raums der achtundzwanzig Zeilen ein. Geregelt sind die Befugnisse lokalpolitischer Amtsträger, mithin der Duoviri, Ädilen und Quästoren, sowie der Dekurionen. Materiellrechtlich befasst sich das Gesetz mit der Freilassung von Sklaven (manumissio), mit Vormundsbestellungen (tutela) und der Erlangung des Bürgerrechts kraft magistratischer Verleihung. 
Die Tafel B weist die Wahlleiter an, das Lebensalter von Bewerbern zu beachten. Das betraf die Zugangsvoraussetzungen für die Priesteramtskandidaten (sacerdotium) genauso wie für die Wahlamtskandidaten, die passiv Wahlberechtigten zu den Ämtern. Eingeleitet wird die Tafel mit Regelungen zum aufzubringenden Mindestvermögen von Wahlamtskandidaten. Deren Mindestalter für die Amtsreife wurde angehoben. Auch die Organisation und  Modus der Stimmabgabe der Wahlberechtigten wurde geregelt. Es folgte der Sanktionskatalog; Beteiligten wurden empfindliche Strafen angedroht, soweit eine Missachtung der Vorgaben der leges Iulia und Papia Poppaea festgestellt würde. Die Sanktionen wurden nochmals explizit hervorgehoben. Die lex Iulia und Papia Poppaea, bekannt auch als Bündel von „augusteischen Ehegesetzen“, regelte Besonderheiten im Ehe-, Familien- und Erbrecht, die einem strengen Maßstab unterlagen.
Epigraphische Zeugnisse aus den Provinzen legen häufig Bestimmungen offen, ohne deren Kenntnis ein deutlich unvollständigeres Bild der lokalen Rechtsbesonderheiten bestünde. Auf die Aufnahme vieler dieser Gesetze verzichtete Justinian in seinen Kompilationen, weil sie in der Spätantike entweder längst unmaßgeblich geworden sind oder dies nunmehr werden sollten.